# Дильсберг
Дильсберг — район города Неккаргемюнд в земле Баден-Вюртемберг Рейн-Неккар, расположенный в природном парке Неккарталь-Оденвальд. Горная крепость Дильсберг образует исторический центр города и расположена на гребне горы, окруженной излучиной реки Неккар.

## География
Исторический центр города Дильсберг, то есть горная крепость Дильсберг, виден издалека над долиной Неккар на хребте в излучине реки. После бокового разреза долины к центру города с юго-востока примыкают вытянутые более новые здания. В этом месте проживает 2126 жителей (по состоянию на 30 июня 2004 г.). Помимо главного города, в состав района входят районы Нойхоф, Дилсбергерхоф, Блюменстрих и Райнбах.

## История
Находки римлян в районе Дильсберга дают основание предположить, что Дильсберг служил сигнальной станцией для римлян . Об этом свидетельствуют такие находки, как золотая монета Гонория и части рельефа Меркурия. С 988 года Дилсберг принадлежал Вормской епархии в составе Вимпфен-Баннфорст. В середине 12-го века епископы Вормса очистили части горы. Там возникла горная крепость Дильсберг, впервые упомянутая в 1208 году и пришедшая на Курпфальц через графов Лауфенов и лордов Дюрна в 1300 году, и раннюю историю которой, по сути, разделяет Бургвейлер.
В 1347 году Дильсберг получил статус города. В 15 веке город был резиденцией Курфюршество Пфальца Дильсберг, который был административным органом для окрестных деревень. Во время Тридцатилетней войны Дильсберг был осажден Тилли в 1621 году и капитулировал в 1622 году после завоевания Гейдельберга. После дальнейших потрясений войны Дильсберг вернулся в Пфальц в 1648 году и был расширен до гарнизона. В 1690 году город пережил завоевание войсками Эзекиеля де Мелака в Пфальцской войне за престолонаследие, а также дал отпор французской революционной армии в 1799 году.
В 1803 году это место перешло в Баден. Замковая крепость первоначально служила государственной тюрьмой и местом содержания под стражей студентов Гейдельбергского университета, но была расчищена для сноса в 1826 году и использовалась в качестве каменоломни, пока не была частично восстановлена в 1895 году. В 1919 году Коммунистическая партия Германии (КПГ) собралась в Дильсберге в рамках своего незаконно проведенного Гейдельбергского партийного съезда. Молодежное общежитие было построено в 1934 году.

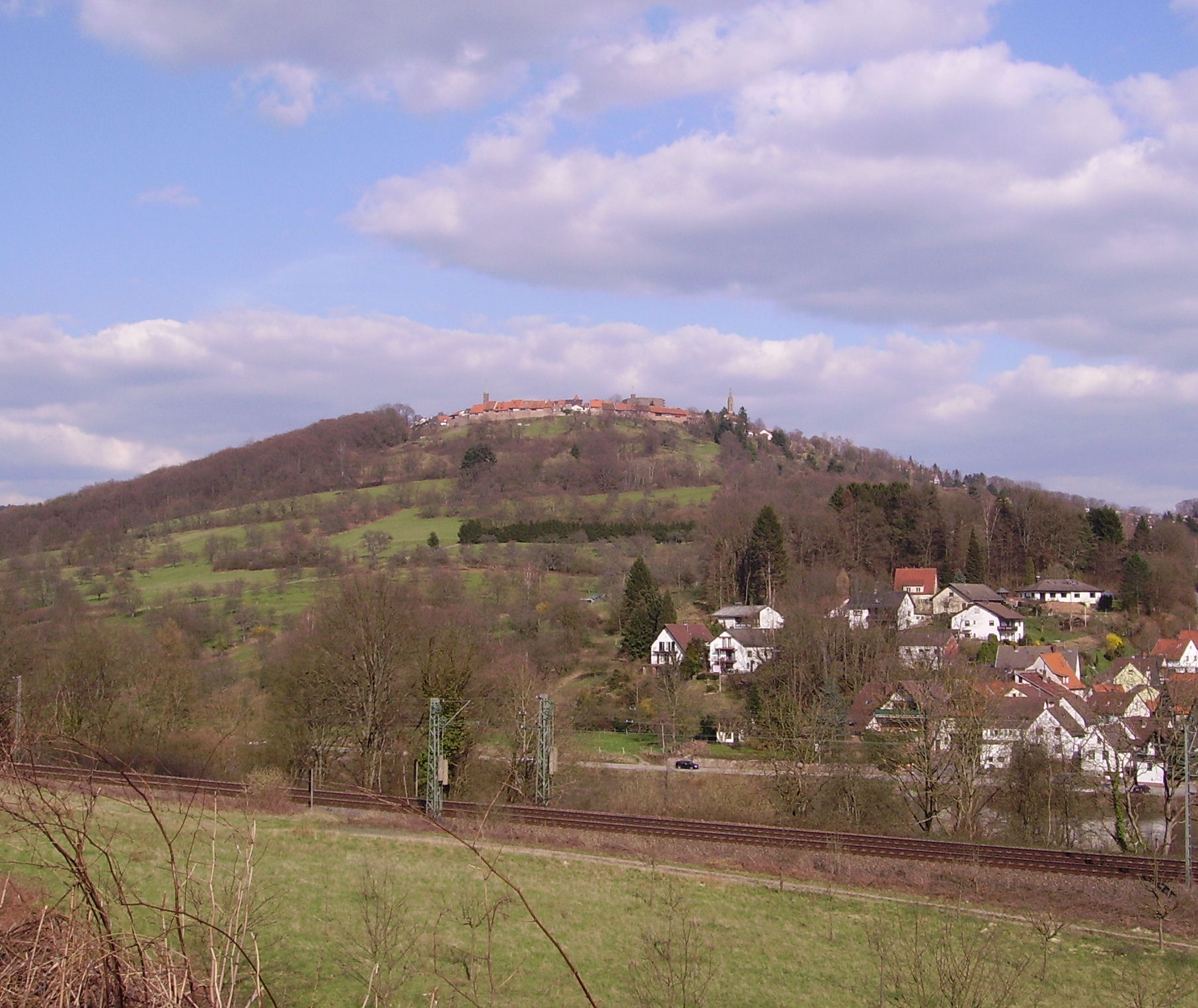
Дильсберг с запада

Примерно в 1964 году он был подключен к водопроводу города Неккаргемюнд. В 1967 году был разработан план реконструкции исторического центра города. 1 января 1973 года было завершено присоединение к Неккаргемюнд.

## Герб
На гербе бывшего герба муниципалитета Дильсберг, который был независимым до 1973 года, написано: Черный золотой лев в красных доспехах и с красным языком, держащий в передних лапах наклонный сине-серебряный щит.

## Достопримечательности

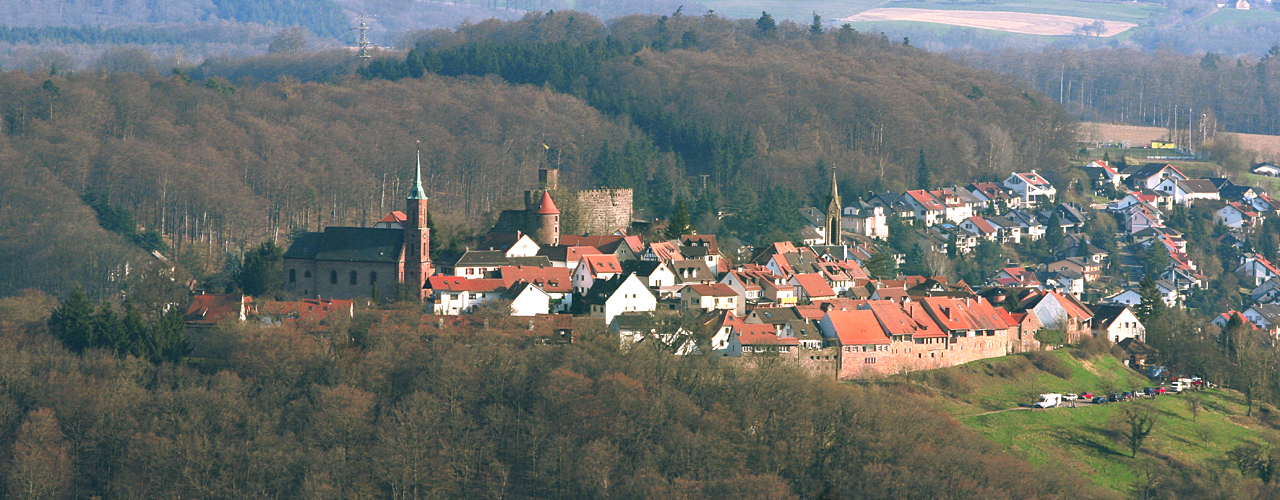
Вид с Goetheblickweg на Дильсберг.

Средневековая горная крепость Дильсберг пережила несколько военных конфликтов невредимой, но и сегодня представляет собой руины, так как замок был временно отдан под снос в 19 веке и служил каменоломней. Замок разделен на замки и главные замки. Внешний двор включал казармы для инвалидов (сегодня это сад), десятинный амбар, королевские конюшни с фруктовым складом и дом командира. Во дворе главного замка находился Палас, от которого сохранились только сводчатый погреб и шестиугольная лестничная башня. Кольцевая стена высотой 16 метров окружала весь главный замок до того, как восточная и южная части были снесены. Замок также включает в себя старый карцер Гейдельбергского университета, фонтан замка глубиной около 46 метров и штольню замка общей длиной 78 метров. На территории крепости находится множество исторических жилых домов.
Католическая церковь Святого Варфоломея была построена около 1380 года. Он был посвящен святому Освальду, который, как и святая Маргарита, был одним из четырнадцати святых помощников.

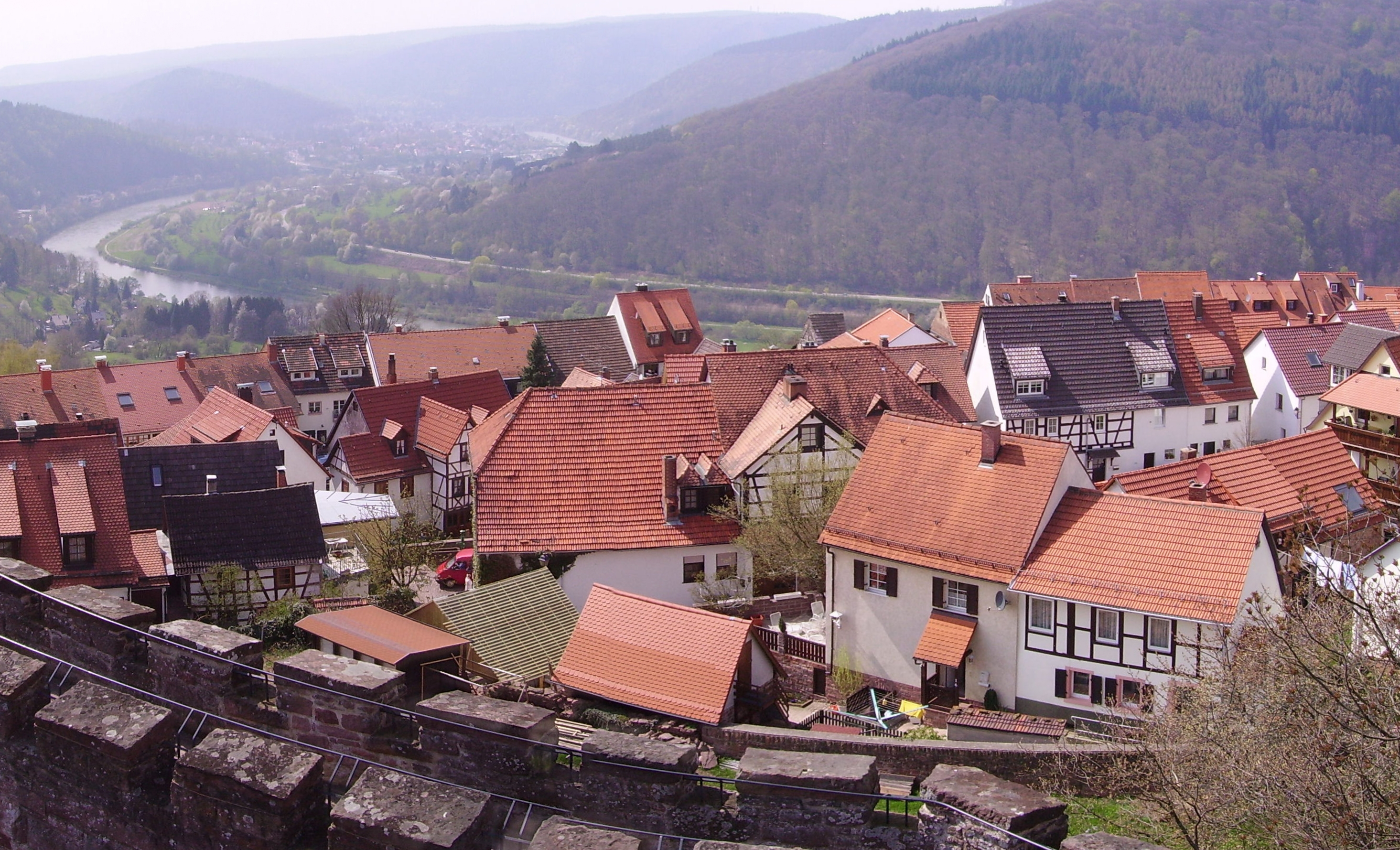
Дильсберг

Реформатское сообщество было зарегистрировано в Дильсберге с 1566 года . Он процветал до Тридцатилетней войны, но так и не оправился от смутных лет и после 1705 года погрузился в нищету. Сегодняшняя евангелическая церковь была построена с 1871 по 1873 год по планам инспектора по строительству церкви Германа Бехагеля при большой поддержке сельского прихода.

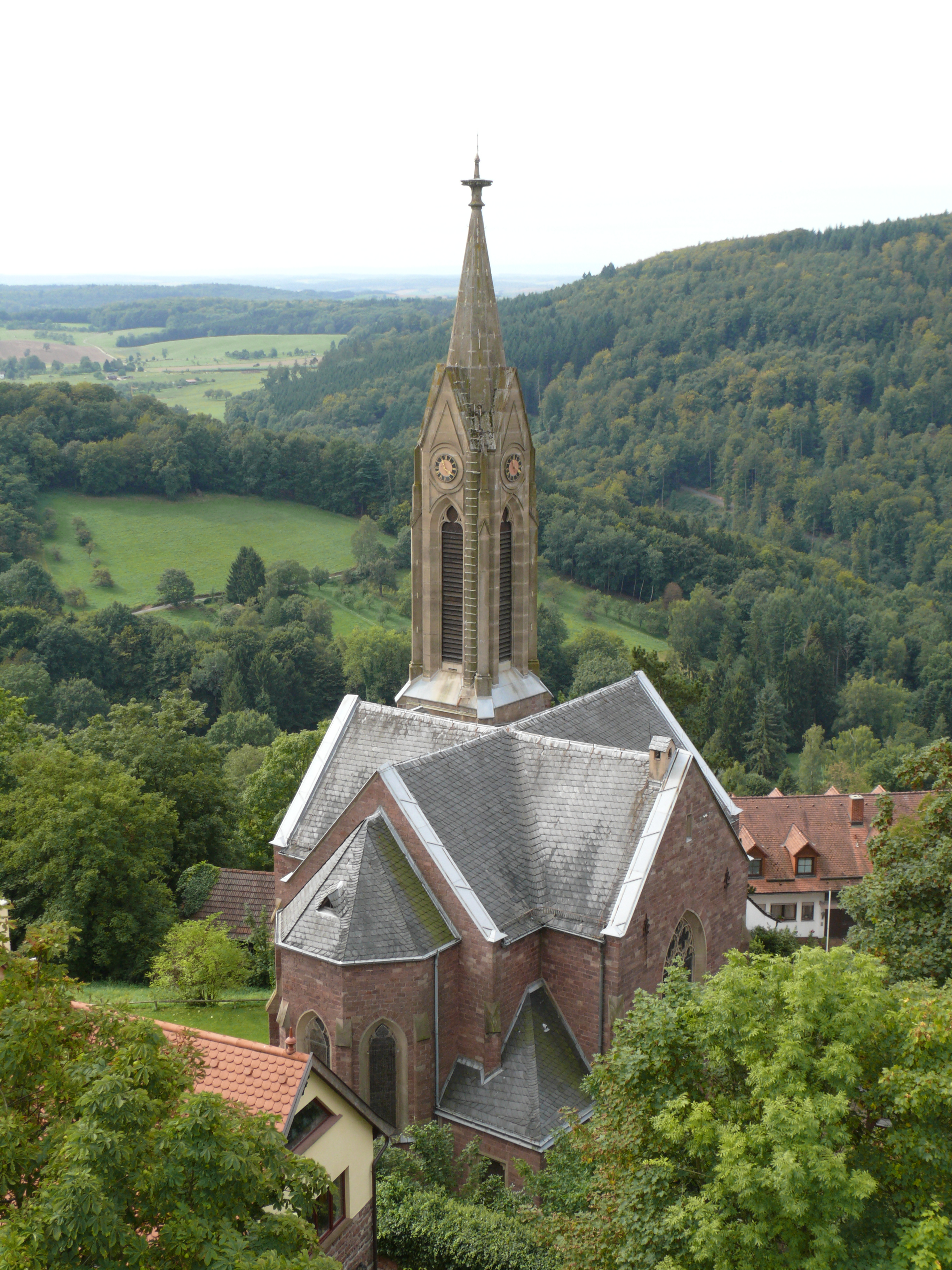
Протестантская церковь
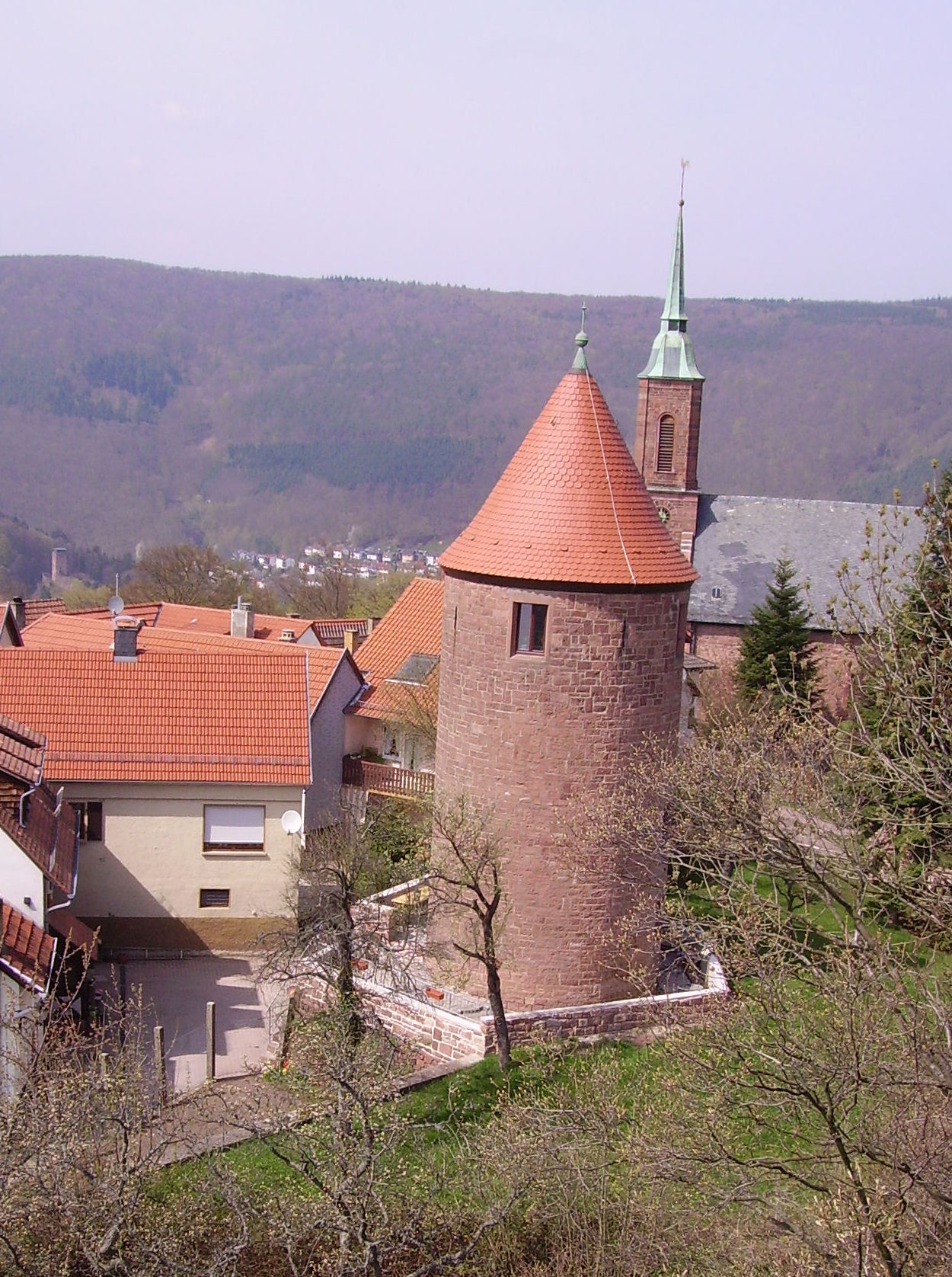
Башня крепостей, за католической церковью
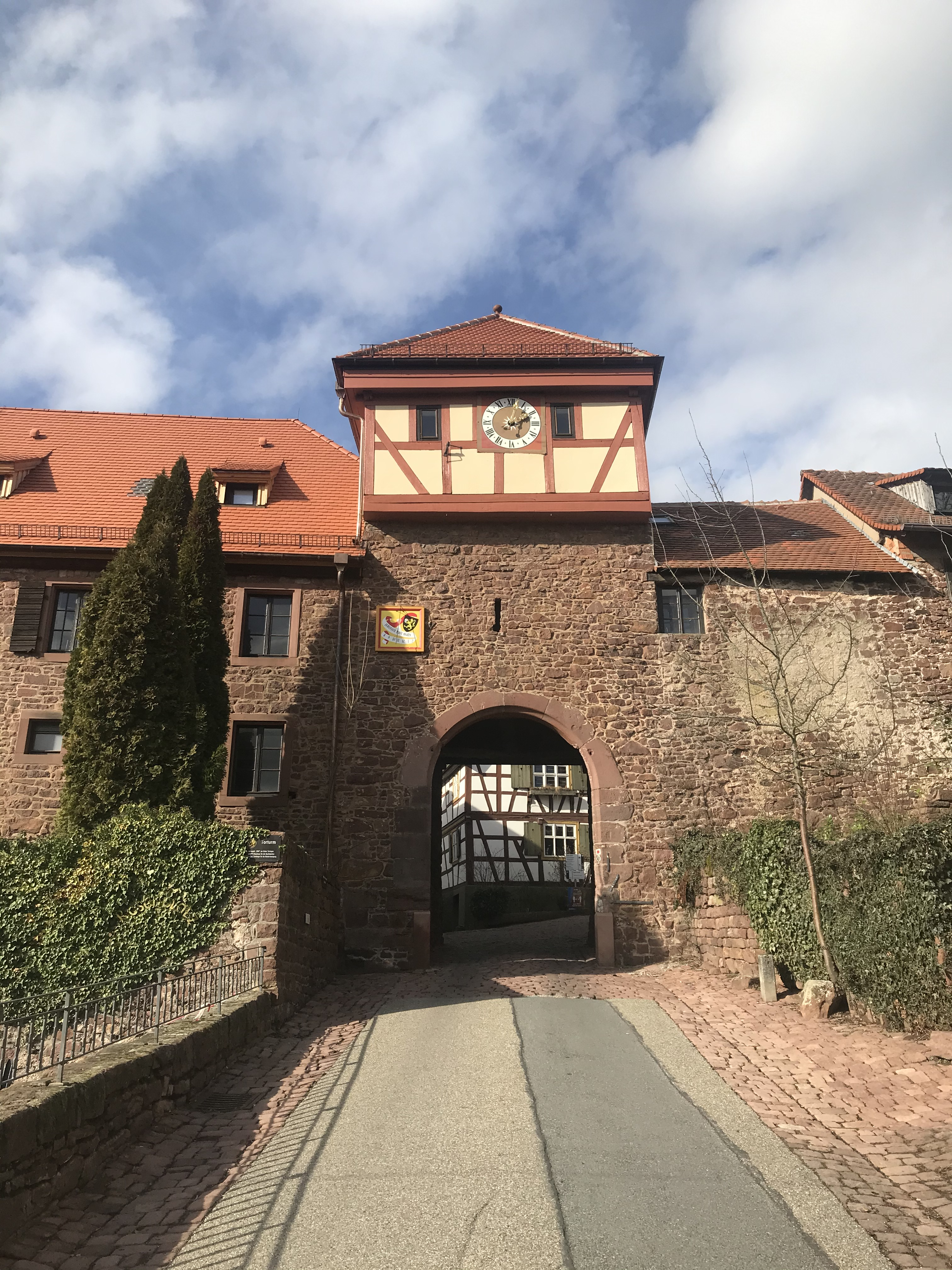
Городские ворота

## Культура

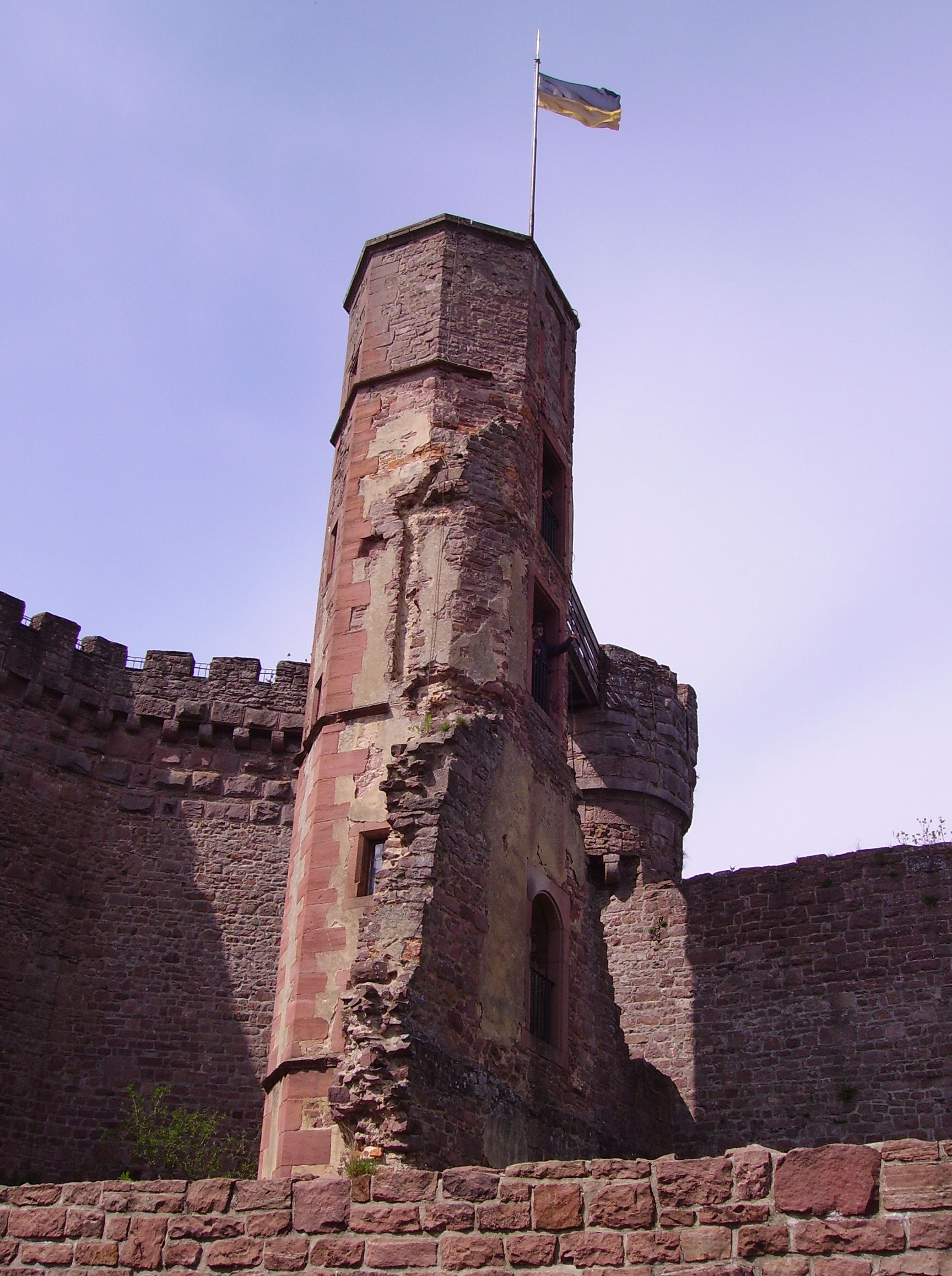
Лестничная башня замка-крепости Дильсберг

После того, как муниципальному совету Дильсберга было разрешено поднять ночную стражу только в 1878 году, обычай был возрожден в 1923 году, когда ночные сторожа «прозвонили» Новый год. После того, как ночной сторож протрубит в рог двенадцать раз, мужчины поют следующую песню:
| Оригинал | Дословный перевод |
| --- | --- |
| Hört, Ihr Leut, und lasst Euch sagen: Unsre Glock’ hat Zwölf geschlagen. Das alte Jahr ist vergangen, das neue hat angefangen. Wir wünschen Euch allzugleichen, den Armen wie den Reichen, wir wünschen Euch allzumal ein glückseliges neues Jahr Lobet Gott, den Herrn. | Послушайте, люди, и позвольте вам сказать: Наш Глок пробил Двенадцать. Старый год прошел, начался новый. Мы желаем вам равных, бедным, как богатым, мы желаем вам счастливого Нового года, Хвала Господу Богу. |

## Личности
- Райнер Ольхаузер (1941 г.р.), футболист
- Герберт Рудольф Босслер (* 1907, † 1999), судоходный предприниматель, родился в Райнбахе, бывшей деревне Дильсберг.

## Упоминания в литературе
Американский писатель Марк Твен описывает в своем рассказе «A Tramp abroad» (по-русски: «Бродяга за границей») о посещение Дильсберга в рамках путешествия на плоту из Хайльбронна в Гейдельберг.